# Парламентские выборы на Кипре (1970)
Парламентские выборы на Кипре проходили 5 июля 1970 года. В результате победила Объединённая партия (греч. Ενιαίον Κόμμα), получившая 15 мест из 35, несмотря на то, что Прогрессивная партия трудового народа получила наибольшее число голосов.

## Результаты
| Партия | Партия                                | Голосов | %    | Мест | +/–   |
| ------ | ------------------------------------- | ------- | ---- | ---- | ----- |
|        | Прогрессивная партия трудового народа | 68 229  | 43,4 | 9    | +4    |
|        | Объединённая партия                   | 39 159  | 24,9 | 15   | новая |
|        | Прогрессивный фронт                   | 23 300  | 14,8 | 7    | новая |
|        | Демократическая национальная партия   | 13 309  | 8,5  | 2    | новая |
|        | Движение за социал-демократию         | 12 996  | 8,3  | 2    | новая |
|        | Недействительных/пустых бюллетеней    |         | –    | –    | –     |
|        | Всего                                 | 156 993 | 100  | 35   | 0     |
|        | Зарегистрированных избирателей/Явка   | 263 875 |      | –    | –     |
|        | Источник: Nohlen & Stöver             |         |      |      |       |